# SDSS J0100+2802
SDSS J0100+2802 — квазар, обнаруженный в 2015 году в созвездии Рыб, расположенный в 12,8 млрд световых лет от Солнца.
Чёрная дыра, питающая квазар, имеет массу в 12 млрд M⊙ (что превосходит в 3000 раз черную дыру в центре нашей галактики), светимость квазара превосходит солнечную в 42 триллиона раз, а звёздная величина — 20,84 ± 0,06. Объект открыли астрономы из китайской провинции Юньнань при помощи 2,4 м Лицзянского телескопа. Первые спектроскопические измерения были осуществлены 29 декабря 2013 года астрономами из Китая, последующие — 9 и 24 января 2014 года на 6,5 м телескопе MMT (англ. Multiple Mirror Telescope) в обсерватории им. Уиппла и на 8,4 м Большом бинокулярном телескопе соответственно. Диаметр этой черной дыры составляет около 70,9 млрд километров, что равняется семи диаметрам орбиты Плутона.